# Borralhara-preta
A borralhara ou borralhara-preta (Mackenziaena severa) é uma espécie de ave da família Thamnophilidae.
Pode ser encontrada nos seguintes países: Argentina, Brasil e Paraguai.
Os seus habitats naturais são: florestas subtropicais ou tropicais húmidas de baixa altitude, regiões subtropicais ou tropicais húmidas de alta altitude e florestas secundárias altamente degradadas.

## Nomes populares
O nome borralhara foi selecionado como nome vernáculo técnico para a espécie pelo Comitê Brasileiro de Registros Ornitológicos (CBRO) em 2021.